# Бела Палфи
Бела Палфи (мађ. Pálfi Béla; Велики Бечкерек, 16. фебруар 1923 — Зрењанин, 9. септембар 1995) био је фудбалер Спартака, Партизана, Црвене звезде и југословенски фудбалски репрезентативац.

## Почетак
Палфи је фудбал почео да игра у АК Војводина из Великог Бечкерека а за време Другог светског рата био је члан екипе ЛЈАК из Новог Сада. После рата одлази у Суботицу и у групи је играча који су основали суботички ФК Спартак. На првом државном првенству нове Југославије 1945. године игра за репрезентацију Војводине, која је у четвртини финала победила репрезентацију Македоније са 3:1 а у полуфиналу изгубила од екипе Југословенске Армије са 4:3.

## Партизан и Црвена звезда
Када је отишао на одслужење војног рока, приступио је екипи Партизана и тиме ушао у историју клуба као један од играча који су играли од самог оснивања и у сезони 1946/47 освојили прву титулу шампиона државе за Партизан. У овој првој сезони за Партизан дао је четири гола. Палфи је такође и са Партизаном освојио куп Југославије 1947.
Палфи је за Партизан одиграо 95 утакмица, од тога 29 првенствених, и постигао је 40 голова и од тога 4 првенствена.
После Партизана и Спартака, 2. септембра 1948. године, прелази у београдску Црвену звезду где остаје до 4. јануара 1953. године. У овом периоду за Црвену звезду је одиграо 212 утакмица и постигао је 40 голова.
Са екипом Црвене звезде Палфи је освојио две титуле шампиона Југославије, 1951 и 1952/53, и три трофеја фудбалског купа Југославије, 1948., 1949 и 1950

## Спартак из Суботице
Палфи се у Суботицу вратио 1953. године и играо је још једну званичну сезону за Спартак и постигао је седам првенствених голова. За Спартак је одиграо укупно око 150 утакмица.

## Репрезентација Југославије
За репрезентацију Југославије Палфи је одиграо укупно шест утакмица три за Б екипу и три за најбољу селекцију.
Дебитовао је 4. јула 1948. године у Софији против Бугарске, на утакмици у оквиру Блаканског купа. Југославија је победила са 3:1.
Од репрезентације се опростио 24. јуна 1951. године на пријатељској утакмици у Београду против Швајцарске. Југославија је ову утакмицу добила са резултатом 7:3.
Репрезентација Југославије је играла у следећем саставу:
- (1) Беара (голман), (2) Станковић, (3) Чолић, (4) Бела Палфи, (5) Хорват, (6) Бошков (7) Рајков, (8) Митић, (9) Бобек, (10) Зебец, (11) Вукас. У игру су улазили Фрањо Шоштарић, уместо Беаре и Жељко Чајковски, уместо Зебеца. Селектор је био Милорад Арсенијевић.

| 24. јун 1951. Пријатељска утакмица                      |              |                             |                                                                              |
| Југославија                                             | 7-3          | Швајцарска                  | Град: Београд Стадион ЈНА Судија: Алојз Беранек (Аустрија) Гледалаца: 50.000 |
| Бобек 1’ 40’ · Митић 4’ 48’ · Зебец 5’ 37’ · Рајков 35’ | (Статистика) | Бикел 43’ · Баламан 52’ 80’ | Град: Београд Стадион ЈНА Судија: Алојз Беранек (Аустрија) Гледалаца: 50.000 |

Палфи је био члан екипе која је освојила сребрну медаљу на Олимпијским играма које су одржане 1948. године у Лондону.
Такође је био члан репрезентације која се такмичила у квалификацијама за светско првенство које је требало да се одржи у Бразилу 1950. године.
У репрезентацији Бела Палфи је чак 19 пута био резерва Чајковском

## Играчка статистика у ФК Партизан
Палфијева статистика са Партизановог званичног клупског сајта
| Такмичење       | Број утакмица | Број голова |
| --------------- | ------------- | ----------- |
| Првенствене     | 28            | 4           |
| Интернационалне | 21            | 7           |
| Пријатељске     | 42            | 29          |
| Куп Југославије | 4             | 0           |
| Укупно          | 95            | 40          |